# Héctor Hurtado
Héctor Hurtado (ur. 21 września 1975 w Cali) – kolumbijski piłkarz występujący na pozycji napastnika. Obecnie gra w Club Sporting Cristal. Wcześniej był zawodnikiem kolejno takich zespołów jak América Cali, SC Internacional, Deportivo Tuluá, Atlético Nacional, Independiente Santa Fe i Universitario Lima. W latach 1999–2005 grał w reprezentacji Kolumbii.